# Ruchenköpfe
Ruchenköpfe ist die Bezeichnung für einen 1805 m ü. NHN hohen Berg mit einem langgezogenen, markanten Grat, der mehrere Graterhebungen aufweist, und in den Schlierseer Bergen, einem Teil des Mangfallgebirges, in Bayern liegt.

## Lage
Die Ruchenköpfe befinden sich zwischen dem Hochmiesing/Dürrmiesing im Norden, der Rotwand im Westen, der Auerspitz im Süden und dem Soinsee im Osten.
Zu erreichen sind die Ruchenköpfe vom Rotwandhaus des Deutschen Alpenvereins (DAV) oder über den Soinsee von Geitau oder Osterhofen bzw. vom Ursprungtal aus via Sillberghaus und Ruchenkopfhütte.

## Routen
Der einfachste Anstieg, öfter als Abstieg benutzt, führt an der Bergwachthütte (Bergwacht München) vorbei zunächst durch einen Latschengürtel und dann steil und nicht markiert teils auf einer Pfadspur mit Kletterstellen im Schwierigkeitsgrad I durch die Schnittlauchrinne und teils ausgesetzt über den östlichen Gipfelgrat zum Gipfelkreuz mit Buch. Hierbei werden Trittsicherheit, Schwindelfreiheit und Klettergeschick als erforderlich angesehen. Als reizvoller gilt der Westgrat (Schwierigkeitsgrad III; schwerere Stellen mit Standplatz-Bohrhaken, ebenfalls nicht markiert, sehr ausgesetzt). Es besteht Gefahr durch Orientierungsprobleme.
Die Ruchenköpfe sind ein bevorzugtes Ziel von Sportkletterern insbesondere aus dem Münchner Raum.
Der Münchner Riss sowie der Dülfer-Riss, beide in der Südwest-Wand der Ruchenköpfe, zählen zu den bekanntesten Klettertouren der Bayerischen Voralpen im mittleren Schwierigkeitsbereich.

## Bilder

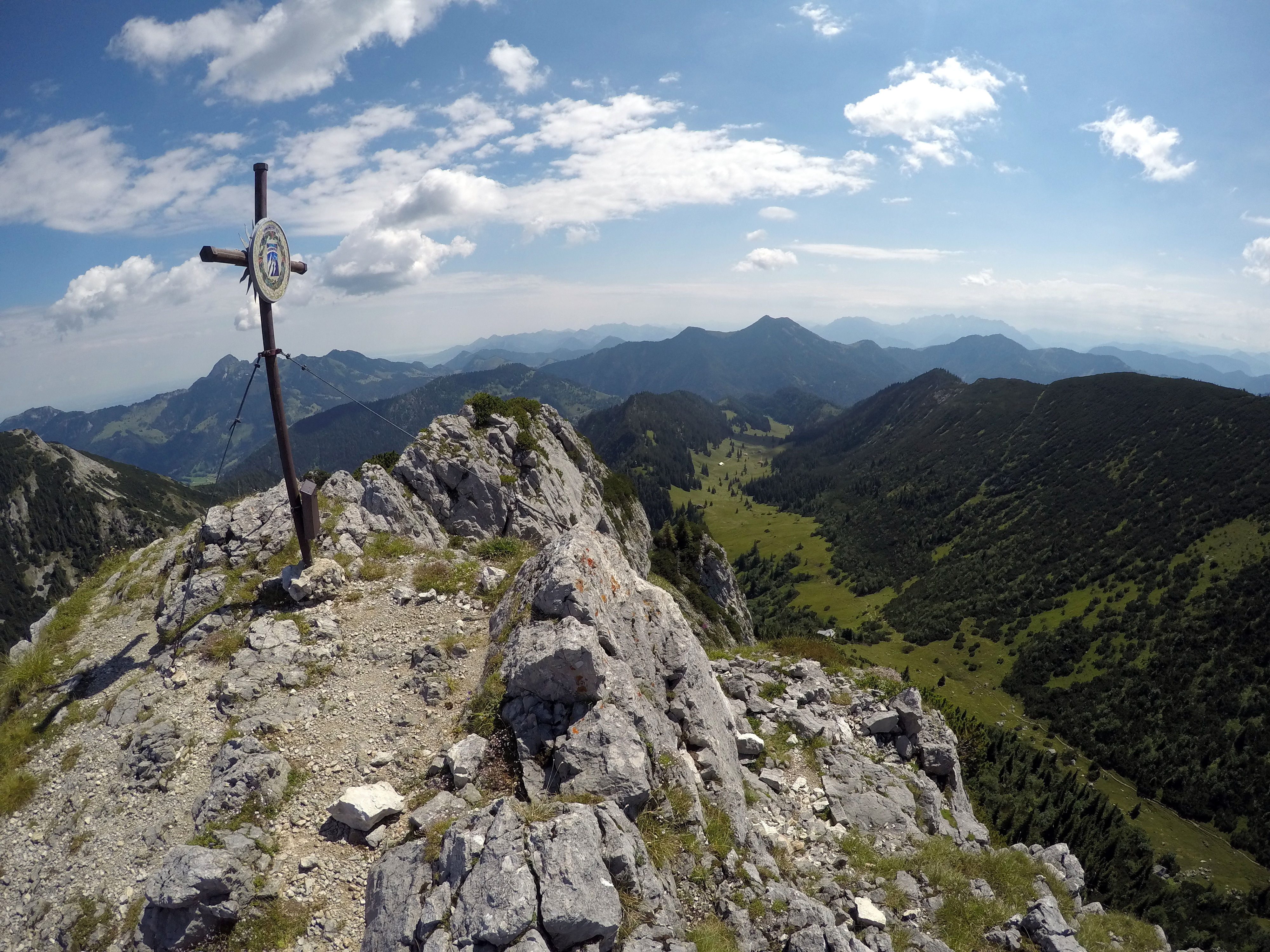
Gipfelkreuz
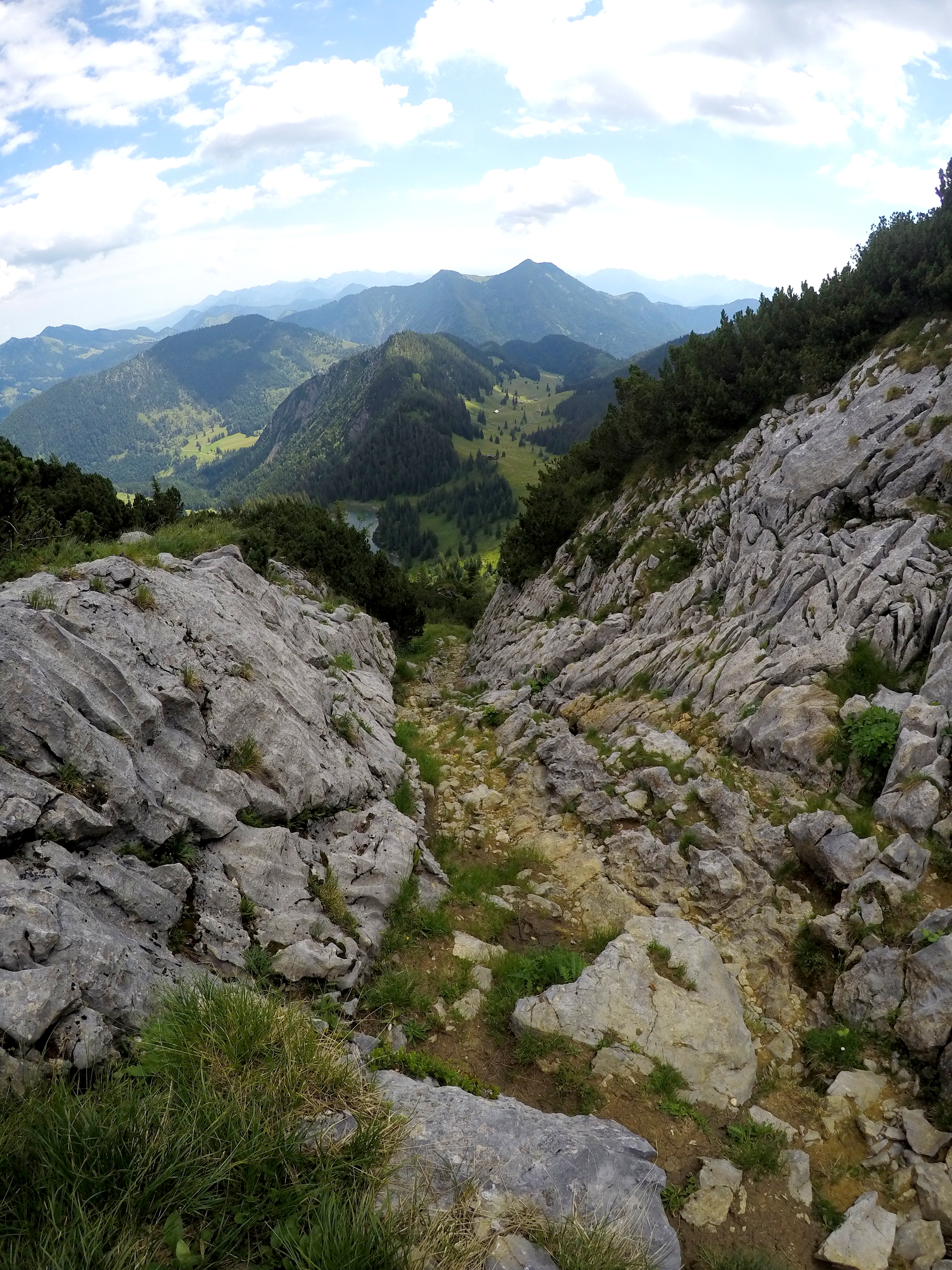
Normalweg via Schnittlauchrinne
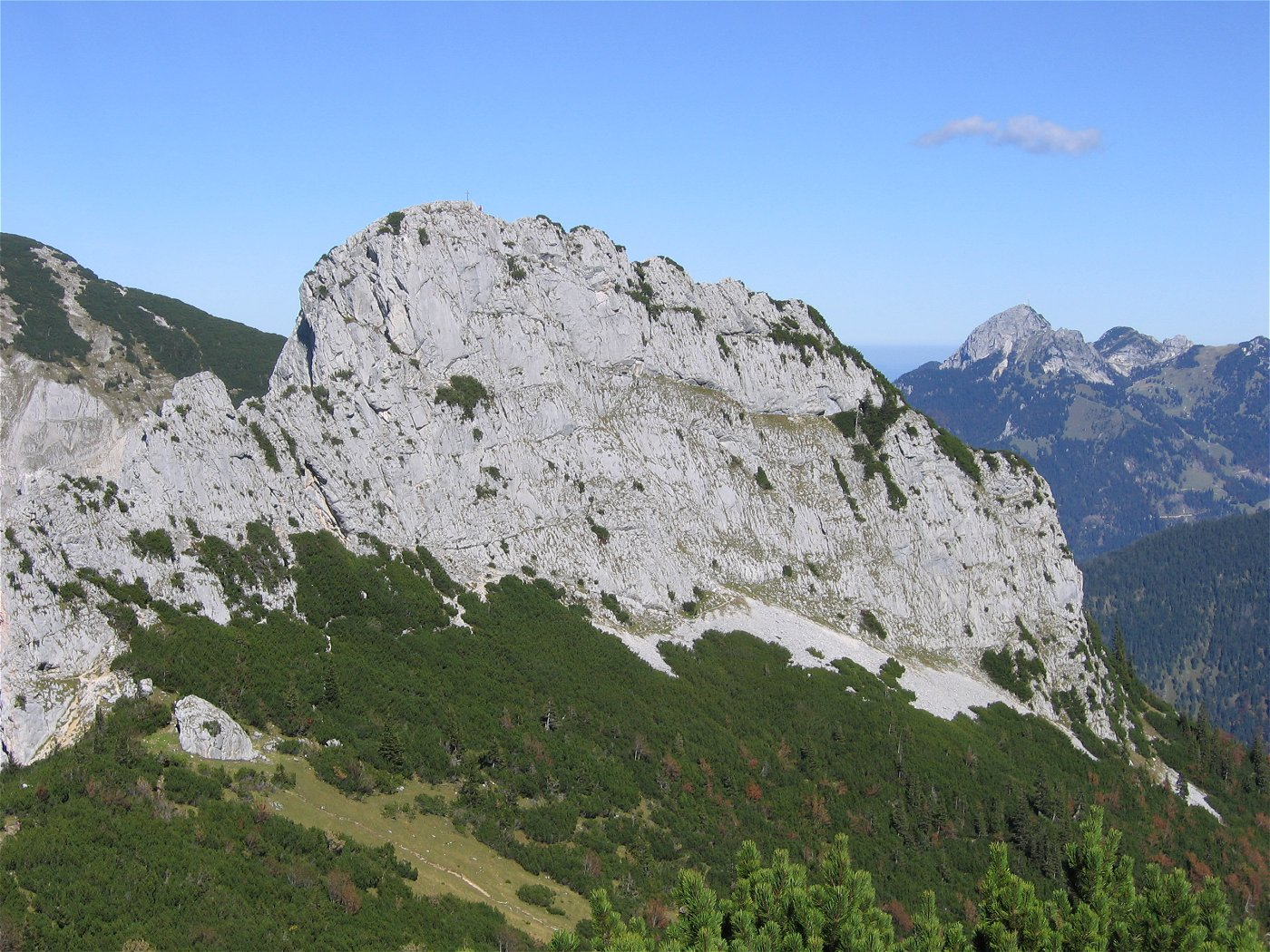
Ruchenköpfe, im Hintergrund der Wendelstein
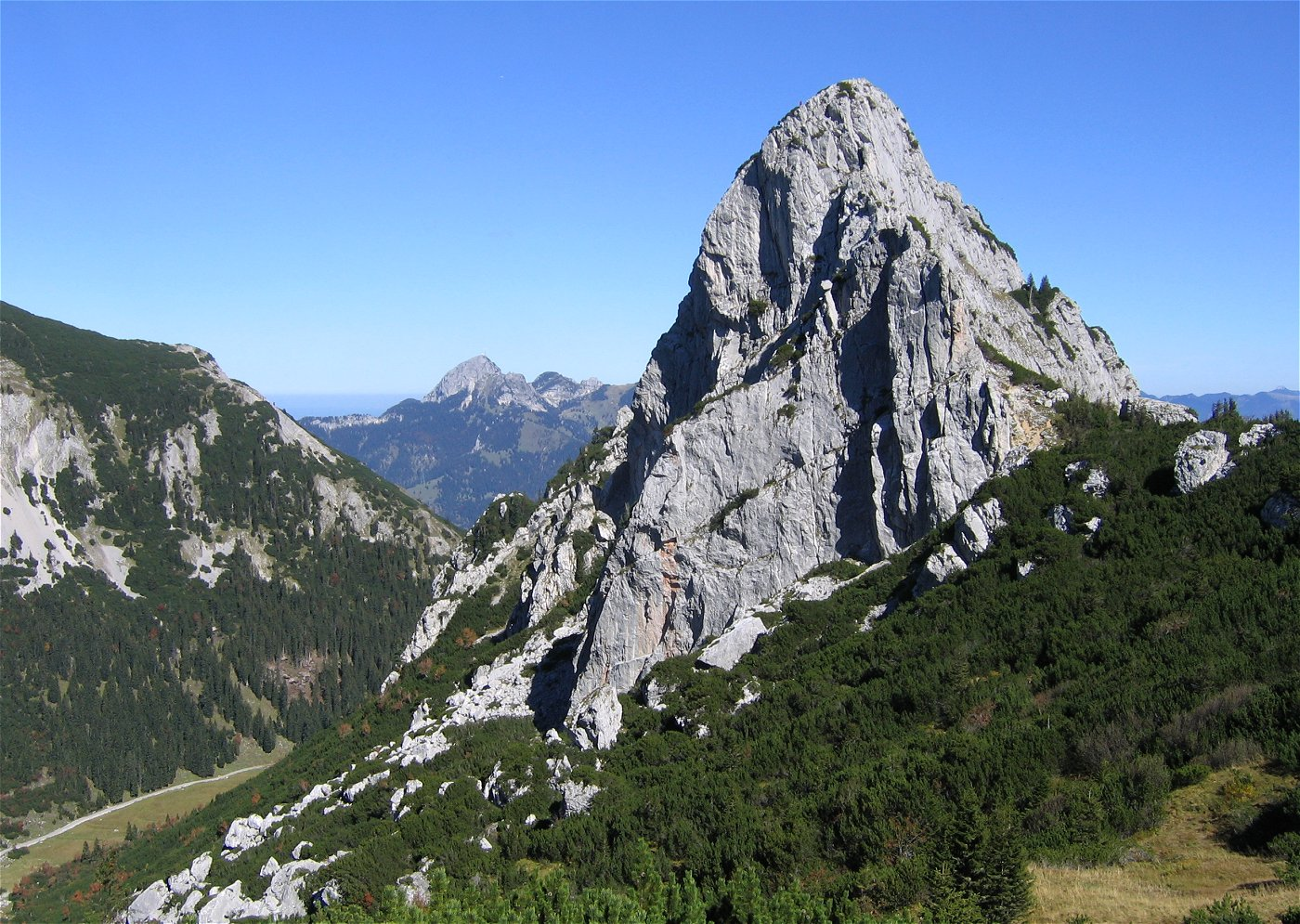
Ruchenköpfe, im Hintergrund der Wendelstein
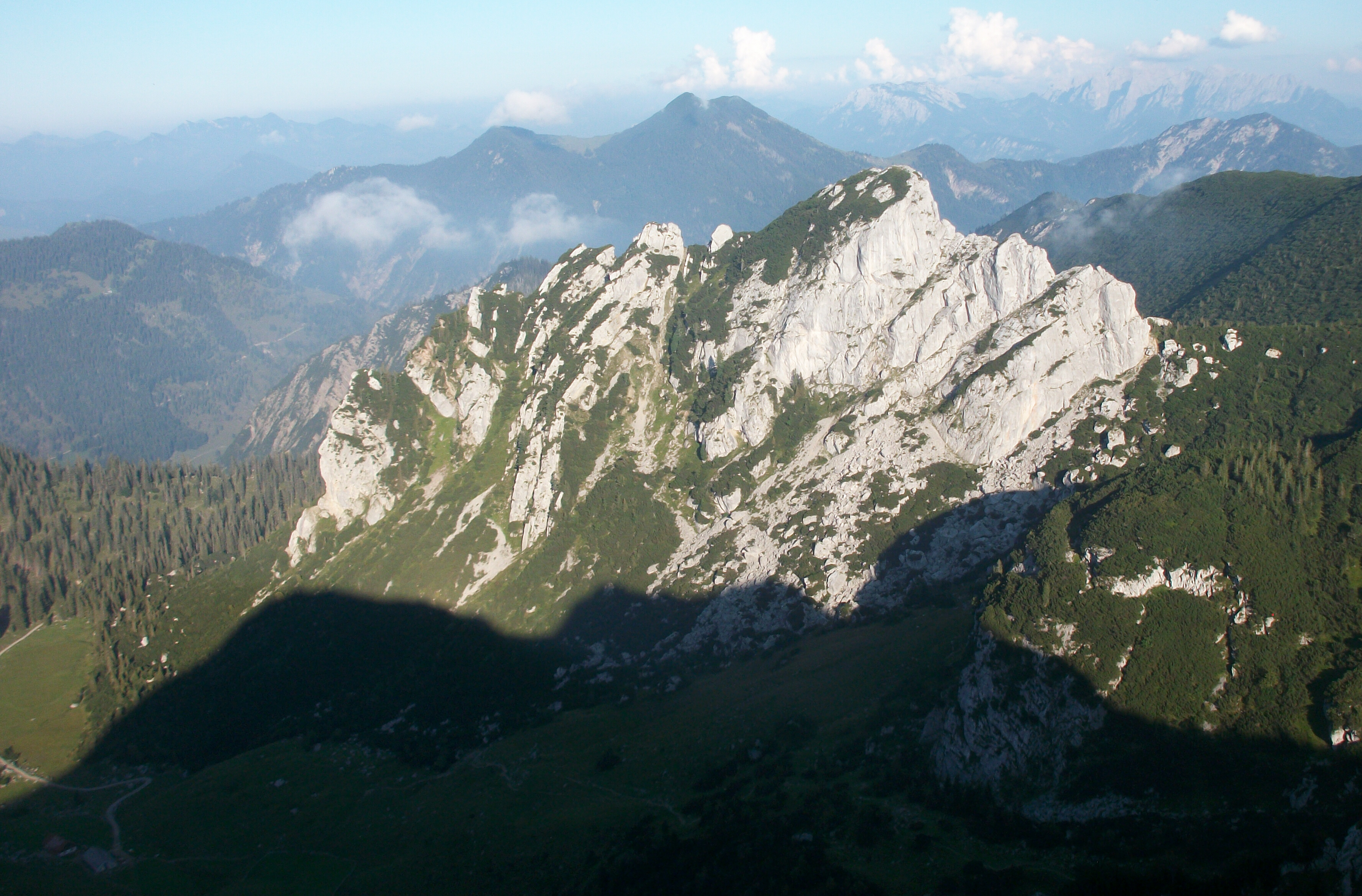
Ansicht der Ruchenköpfe von Westen
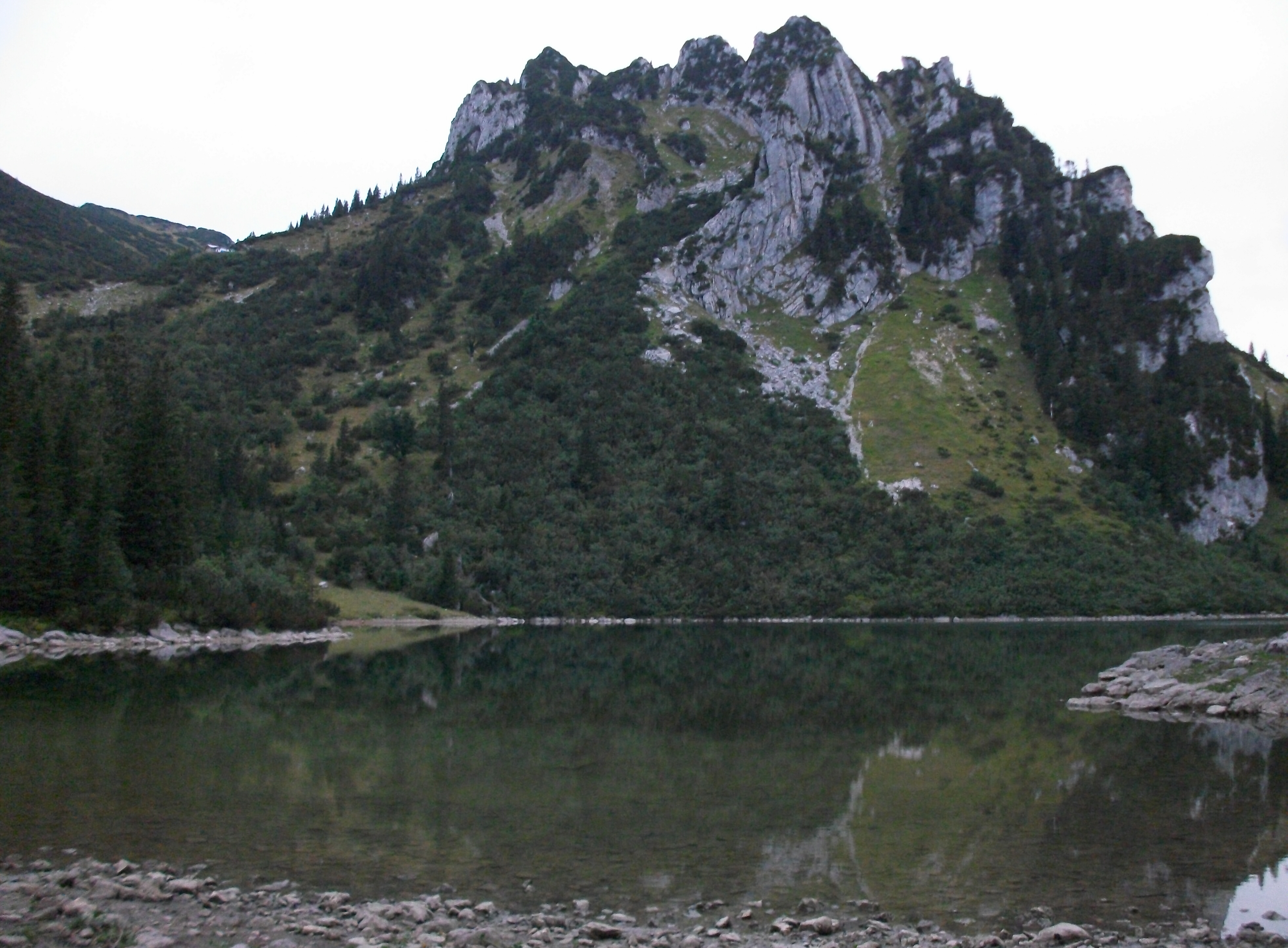
Soinsee mit Ruchenköpfen von Osten